# Russische Baureihe Щ
Die russische Baureihe Щ (deutsche Transkription Schtscha) war eine Dampflokomotive der Sowjetischen Eisenbahnen (SŽD) in russischer Breitspur. Sie wurde im Russischen Kaiserreich in großen Stückzahlen beschafft und galt als eine vielfältig einsetzbare Dampflokomotive. Ihren Namen erhielt sie nach Nikolai Leonidowitsch Schtschukin. Einige Lokomotiven wurden nach dem 1. Weltkrieg auch bei den PKP eingesetzt und wurden dort als PKP Tr103 bezeichnet. Die Lokomotiven wurden bis Ende der 1950er Jahre eingesetzt und dann ausgemustert. Keine der Lokomotiven ist erhalten  geblieben.

## Vorgeschichte

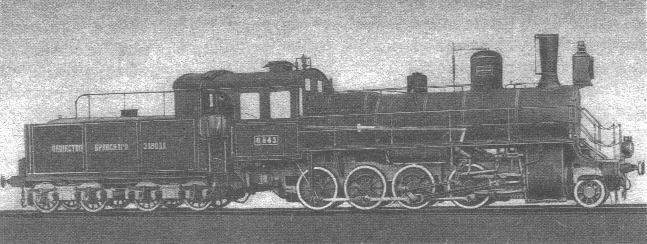
Baureihe Ш

Um 1905 bestand für die Eisenbahnen des Russischen Kaiserreiches infolge des Russisch-Japanischen Krieges ein Bedarf an leistungsfähigeren Güterzuglokomotiven, als es die Baureihe O war. In dieser Zeit wurde bei den Staatsbahnen der Oberbau verstärkt. In dem Zusammenhang bot es sich an, eine leistungsfähigere und schwerere Dampflokomotive zu bauen, womit 1905 der spätere Minister des Verkehrswesens Schtschukin beauftragt wurde.
Ungeachtet, dass auf den Eisenbahnstrecken in Europa schon mehrere Dampflokomotivenbauarten mit der Achsfolge E fuhren, entschied sich Schtschukin für eine Type der Bauart 1’D. Der Beweggrund für diese Entscheidung war möglicherweise die zu erwartende höhere Geschwindigkeit. Er lieh sich zehn Lokomotiven der Reihe Ш der Chinesischen Osteisenbahn und testete sie auf der Katharinenbahn. Das führte zur Entwicklung der neuen Dampfloktype durch die Lokomotivfabrik Charkow.

## Projektierung und Bau
Das technische Büro der Lokomotivfabrik Charkow unter der Leitung von Ingenieur Alexander Rajewski projektierte daraufhin eine Zweizylinder-Verbundmaschine mit der Achsfolge 1’D. Aus den technischen Daten geht hervor, dass zudem Lokomotiven mit einfacher Dampfdehnung gebaut wurden. Im selben Jahr baute die Werkstatt eine Prototyplokomotive unter der Bezeichnung Юх3501 und setzte sie für Testfahrten auf der Katharinenbahn ein. 1912 erhielten die Lokomotiven dieses Projektes die Bezeichnung Щ nach Schtschukin. Mit der Unterbaureihe Щ wurden die Zweizylinder-Verbundlokomotiven mit Sattdampf bezeichnet, Zweizylinderlokomotiven ohne Verbundmaschine und mit Überhitzer sowie 590 mm Kolbendurchmesser wurden als Щp und Zweizylinderverbundlokomotiven mit Überhitzer als ЩЩ Nach 1945 wurde noch eine rekonstruierte Maschine Zweizylindermaschine mit Überhitzer ausgeliefert, diese Reihe wurde als Щr bezeichnet.
Insgesamt wurden von 1906 bis 1918 insgesamt 1910 Lokomotiven dieser Bauart ausgeliefert. Alle Werke des Verbundes der Russischen Dampflokfertigungsgesellschaft fertigten die neue Lokomotive. 1911 wurden einige Exemplare in der Schwarzmeer-Schiffbaugesellschaft in Mykolajiw hergestellt. Von 1921 bis 1924 wurden noch 8 Lokomotiven der Reihe ЩЩ hergestellt und an die Oktoberbahn ausgeliefert.

## Betrieb
Die neuen Lokomotiven wurden bei der Süd-Ost-Eisenbahn und Nord-Donetzk-Eisenbahn eingesetzt und fuhren dort zum Anfang des 20. Jahrhunderts auf Strecken wie Popasna – Kupjansk, Rostow am Don – Ilowajsk, Mariupol – Wolnowacha – Donezk – Awdijiwka – Tschapline – Synelnykowe – Dnipropetrowsk – Pjatychatky, Muschketowe – Jassynuwata, im Raum von Kiew, Odessa, Belgorod, Kursk, – Charkiw – Iwangorod – Moskau und Jekaterinburg.
Als auf diesen Strecken die Zuglasten deutlich stiegen, wurden sie auf Strecken mit leichterem Profil, wie Leningrad – Moskau, durch Lokomotiven mit der doppelten Leistung (Э, Е) verdrängt. Die Leistung der Lokomotiven entsprach nicht mehr den Bedürfnissen, ihr Vorteil war jedoch die höhere Geschwindigkeit. Die Achslast betrug 16 t, was sie freizügig einsetzbar machte.
Mit dem Zugang weiterer neuerer Maschinen wurden sie zum Dienst auf weniger frequentierten Strecken abgegeben, wo sie bis zum Anfang der 1950er Jahre Dienst verrichteten. Nach Zugang von Diesellokomotiven aller Leistungsklassen wurden sie als Reserve abgestellt. Ende 1950 begann ihre Ausmusterung. Die letzte Maschine soll 1961 ausgemustert worden sein.

### Umbau auf Normalspur
Durch Gebietsabtretungen nach dem Ersten Weltkrieg wurden einige Lokomotiven nach Polen abgegeben und als PKP Tr103 bezeichnet. Unter den Lokomotiven waren auch einige Щp dabei, inoffiziell wurden diese als Tr103p bezeichnet. Diese umgespurten Lokomotiven waren bis zum Ende des Zweiten Weltkrieges in Dienst. Die Anzahl der in Polen eingesetzten Lokomotiven ist nicht bekannt, die Lokomotive mit der höchsten Betriebsnummer war die Tr103-28. Alle waren bei Übergabe in schlechtem Zustand. Fünf Lokomotiven wurden vor 1936 ausgemustert und von Industriebetrieben als Heizlokomotiven weiterverwendet. Eingesetzt waren die meisten Lokomotiven im Raum Vilnius. Mit dem Zweiten Weltkrieg kamen die meisten wieder in den Besitz der Sowjetunion. Sie behielten ihre polnische Nummerierung, nun geschrieben in kyrillischer Schrift. Nach dem Krieg kamen einige wieder nach Polen zurück, wurden allerdings nicht mehr eingesetzt.

#### Deutschen Reichsbahn Baureihe 56.415
Durch den Zweiten Weltkrieg kamen acht Lokomotiven in den Besitz der Deutschen Reichsbahn und wurden als Reihe 56.415 eingestuft. Von sechs Lokomotiven sind die Nummern bekannt: 56 4151–4156. Von diesen ging nach dem Krieg eine Lok wieder direkt zur PKP zurück, drei Lokomotiven blieben im Bestand der Deutschen Reichsbahn, eine bei der Deutschen Bundesbahn und eine in Jugoslawien. Eingesetzt wurden sie dort jedoch nicht. Zwei Lokomotiven aus der DDR kamen 1957 als Wracks nach Polen zurück und wurden dort umgehend verschrottet.

#### Lettische Eisenbahn SN-501 und SN-502
Zwei Lokomotiven kamen während des Zweiten Weltkrieges zur Latvijas Valsts Dzelzsceļi (LVD) in Lettland und wurden mit SN-501 und SN-502 bezeichnet. Es gibt keine weiteren Informationen über diese Lokomotiven.

## Technische Beschreibung
Die Dampflokomotiven der Reihe Щ sind Güterzuglokomotiven in Einrahmenbauweise der Achsfolge 1’D. Die Blechrahmenlokomotiven hatten Höchstgeschwindigkeit von 75 km/h.
Die ersten Lokomotiven der Unterbaureihe Щ wurden als Zweizylinder-Verbundlokomotiven mit Sattdampf gebaut. Es gab noch Zweizylinderlokomotiven ohne Verbundmaschine mit Überhitzer sowie 590 mm Kolbendurchmesser, bezeichnet als Щp und Zweizylinderverbundlokomotiven mit Überhitzer mit der Bezeichnung ЩЩ. Nach 1945 wurde eine rekonstruierte Maschine als Zweizylindermaschine mit Überhitzer als Щr ausgeliefert.
Die Lokomotiven konnten einen Zug von 810 t Gewicht auf einer Steigung von 8 ‰ mit einer Geschwindigkeit von 16 km/h befördern. Sie wurde jedoch effektiver mit Geschwindigkeiten bis 65 km/h mit geringerer Belastung eingesetzt.